# Crossings
Crossings — десятий альбом джазового піаніста Гербі Генкока, виданий у 1972 році. Це другий альбом у період Мвандіші, коли він експериментував з електронікою та фанком. В альбомі вперше вийшов новий учасник, клавішник Патрік Глісон. Він повинен був «налаштувати свій синтезатор Муга для гри Генкока». Однак Хенкок був настільки вражений Глісоном, що він «попросив Глісона не тільки зробити накладки на альбом, але й приєднатися до групи».
Рецензент Dusty Groove так прокоментував альбом: «Гербі Генкок ще більше розширює своє космічне бачення в цьому новаторському альбомі безтурботних ф'южн-треків — платівці, яка справді покращує його ансамбль клавішних, в якому представлені як акустичне, так і електричне піаніно, мелотрон і навіть трохи космічного муга від легендарного Патріка Глісона! Композиція справді чудова — дуже відкрита і плавна, і навіть більш органічна, ніж пізніші роботи Генкока на лейблі Колумбія — особливо з огляду на довжину треків».

## Трек-лист

#### Сторона A
1. Sleeping Gian («Сплячий велетень», Гербі Генкок) — 24:50

#### Сторона B
1. Quasar («Квазар», Бенні Мопін) — 7:27
2. Water Torture («Водні тортури», Мопін) — 14:04

## Виконавці
- Гербі Генкок — фортепіано, електричне піаніно, мелотрон, перкусія
- Едді Хендерсон — труба, флюгельгорн, перкусія
- Бенні Мопін — саксофон сопрано, альт-флейта, бас-кларнет, піколо, перкусія
- Джуліан Прістер — тенор та альт-тромбони, бас, перкусія
- Бастер Вільямс — бас-гітара, контрабас, ударні
- Біллі Харт — ударні, ударні
- Патрік Глісон — синтезатор Муга